# Fylkesväg 42
Fylkesväg 42 (norska: Fylkesvei 42) är en primär fylkesväg i södra Norge som går mellan staden Arendal i Arendals kommun i Agder fylke och orten Helleland i Eigersunds kommun i Rogaland fylke. Den passerar genom kommunerna Arendal, Froland, Birkenes, Evje og Hornnes, Lyngdal, Hægebostad, Kvinesdal, Flekkefjord, Sirdal och Eigersund.
Vägen är 216,8 kilometer lång, varav 193,6 kilometer i Agder fylke och 23,3 kilometer i Rogaland fylke. Den är asfalterad och passerar bland annat genom tätorterna Blakstad, Evje, Skeie och Tonstad.

## Anslutningar
Fylkesväg 42 ansluter till:
- Fylkesväg 420 (vid Arendal)
- Fylkesväg 410 (vid Arendal)
- Europaväg 18 (vid Stoa)
- Fylkesväg 408 (vid Blakstad)
- Riksväg 41 (vid Hynnekleiv)
- Riksväg 41 (vid Svenes)
- Fylkesväg 413 (vid Myklandsdalen)
- Fylkesväg 405 (vid Vegusdal)
- Riksväg 9 (vid Evje)
- Riksväg 9 (vid Hornnes)
- Fylkesväg 455 (vid Sveindal)
- Fylkesväg 460 (vid Håland)
- Fylkesväg 43 (vid Skeie)
- Fylkesväg 465 (vid Kvinlog)
- Fylkesväg 466 (vid Sandvatn)
- Fylkesväg 468 (vid Tonstad)
- Europaväg 39 (vid Helleland)